# Denis Samuel Bernard
Denis Samuel Bernard, né à Niort le 9 octobre 1773 et mort à La Rochelle le 26 octobre 1853, est un ingénieur français.

## Biographie
Il est élève à l'École des Ponts et Chaussées, à l'École polytechnique en 1794, et à l'École des Mines.
Professeur de physique et de chimie à l'École centrale de Vendée, il fait partie de l'expédition d'Égypte.
Nommé directeur de la Monnaie au Caire, puis membre de l'Institut d'Égypte.
De retour en France, il est sous-préfet d'Annecy en 1802, puis de Rochefort ; directeur de la Monnaie à La Rochelle en 1817 ; vice-président de l'Académie des Belles-Lettres, Sciences et Arts de La Rochelle en 1822 ; chef de bureau à la Monnaie de Paris en 1849.

## Publications
- Samuel Bernard, Notice sur les poids arabes anciens et modernes, dans Description de l'Égypte, État moderne, tome second, 1812, pp. 229-248.
- Samuel-Bernard, Mémoire sur les monnaies d'Égypte, dans Description de l'Égypte, État moderne, tome second, 1812, pp. 321-468.

## Sources
- Édouard de Villiers du Terrage, Journal et souvenirs sur l'expédition d'Égypte, mis en ordre et publiés par le baron Marc de Villiers du Terrage, Paris, E. Plon, Nourrit, 1899,  et L'expédition d'Égypte 1798-1801, Journal et souvenirs d'un jeune savant, Paris, Cosmopole, 2001 et 2003, p. 352.

- Yves Laissus, L'Égypte, une aventure savante 1798-1801, Paris, Fayard, 1998.